# Trachyderomorpha
Trachyderomorpha is een kevergeslacht uit de familie van de boktorren (Cerambycidae). De wetenschappelijke naam van het geslacht werd voor het eerst geldig gepubliceerd in 1960 door Tippmann.

## Soorten
Trachyderomorpha is monotypisch en omvat slechts de volgende soort:
- Trachyderomorpha notabilis Tippmann, 1960